# Monostori Károly (labdarúgó)
Monostori Károly, Mick, Mikes (1913. október 20. – Budapest, 1986. január 8.) válogatott labdarúgó, csatár, jobbszélső, sportvezető.

## Pályafutása

### Klubcsapatban
1934-ig a Kispest labdarúgója volt. 1934 és 1936 között a Ferencváros csapatában játszott. Gyors, jól beadásairól ismert szélsőcsatár volt, aki belsőcsatárként és fedezetként is megállta a helyét. Egy lábtörés miatt fejezte be játékos pályafutását.

### A válogatottban
1933-ban egy alkalommal szerepelt a magyar labdarúgó-válogatottban.

### Sportvezetőként
1959-től az FTC intézője, majd a labdarúgó-szakosztály egyik vezetője. Az Üllői úti stadionban érte a halál.

## Sikerei, díjai
- Magyar bajnokság
  - 2: 1934–35
  - 3.: 1935–36
- Magyar kupa
  - győztes: 1935
- az FTC örökös bajnoka (1974)

## Statisztika

### Mérkőzése a válogatottban
| Magyarország | Magyarország      | Magyarország              | Magyarország | Magyarország | Magyarország | Magyarország | Magyarország | Magyarország |
| #            | Dátum             | Helyszín                  | Hazai        | Eredmény     | Vendég       | Kiírás       | Gólok        | Esemény      |
| ------------ | ----------------- | ------------------------- | ------------ | ------------ | ------------ | ------------ | ------------ | ------------ |
| 1.           | 1933. október 22. | Budapest, Üllői úti pálya | Magyarország | 0 – 1        | Olaszország  | Európa-kupa  | -            |              |
|              | Összesen          |                           |              | 1            | mérkőzés     |              | 0            | gól          |